# Hafning bei Trofaiach
Hafning bei Trofaiach è una frazione di 1 673 abitanti di Trofaiach, città della Stiria (Austria). Fino al 1º gennaio 2013 ha costituito un comune autonomo.